# Svirlag
Svirlag (Russisch: Свирлаг), voluit Svirski Lager (Russisch: Свирский лагерь) was een hervormingswerkkamp in de Sovjet-Unie. 
Het kamp bevond zich in de bossen langs de rivier Svir (vandaar de naam), niet ver vandaan van het stadje Lodejnoje Pole, 244 km ten noordoosten van Sint-Petersburg. Organisatorisch viel het onder de dienst Goelag, die op zijn beurt ressorteerde onder de NKVD.
De gebouwen van het eeuwenoude Aleksandr-Svirskiklooster vormden de locatie van Svirlag. Het klooster werd al in 1918, vrijwel meteen na de revolutie, door de Bolsjewieken gesloten en vervolgens gemolesteerd. De monniken werden geëxecuteerd of gedeporteerd, de heilige relieken werden meegenomen. Vervolgens werden de kloostergebouwen omgevormd tot barakken, cellencomplexen en een krankzinnigengesticht.
Met name in de periode 1931-1937 werden in de Sovjet-Unie zeer veel mensen opgepakt en naar kampen gestuurd. De gevangenen in Svirlag waren vooral politieke of religieuze 'vijanden'; slechts een op de vier gevangenen van Svirlag was crimineel. Ze werden gedwongen om in mijnen mica, steen en klei te winnen.
Een rapport van de Goelag laat zien dat er in oktober 1935 in de gehele Sovjet-Unie 828.000 personen in werkkampen zaten. Daarvan zaten er ongeveer 36.500 in Svirlag. In aantallen gevangenen was het daarmee het zesde kamp op de 'ranglijst'. Duizenden mensen stierven in Svirlag door marteling, ziekte of uitputting, of werden vermoord.